# Henri Meschonnic

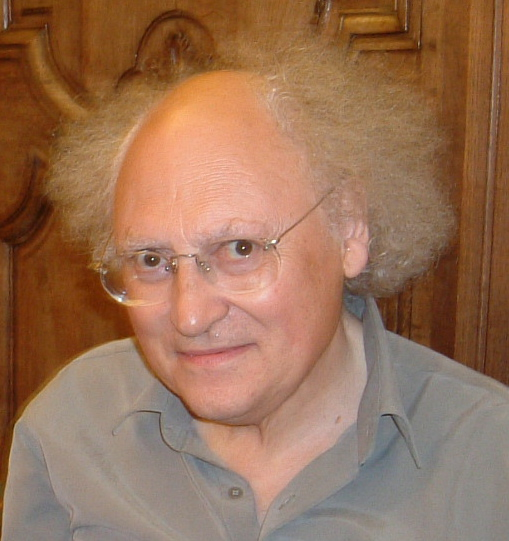
Henri Meschonnic

Henri Meschonnic (Parijs, 18 september 1932 - 8 april 2009) was een Frans dichter, vertaler, criticus, taaltheoreticus en polemist.
Hij was onder meer laureaat van de Prix Max Jacob in 1972 en van de Prix Mallarmé in 1986. Hij kreeg in Straatsburg in 2005 de literatuurprijs Jean Arp (nadien Prix Nathan Katz genoemd) voor het geheel van zijn œuvre. In april 2009 overleed hij aan leukemie.

## Werken (selectie)
- Poëzie :  
  - Dédicaces proverbes, Gallimard, 1972 ; Prix Max Jacob, 1972
  - Dans nos recommencements, Gallimard, 1976
  - Légendaire chaque jour, Gallimard, 1979
  - Voyageurs de la voix, Verdier, 1985 ; Prix Mallarmé, 1986 ; L’improviste, 2005.
  - Nous le passage, Verdier, 1990
  - Combien de noms, L’improviste, 1999
  - Maintenant, Les petits classiques du grand pirate, 2000
  - Je n’ai pas tout entendu, Dumerchez, 2000
  - Puisque je suis ce buisson, Arfuyen, 2001
  - Infiniment à venir, Dumerchez, 2004
  - Tout entier visage, Arfuyen, 2005
  - Et la terre coule , Arfuyen, 2006, Prix Jean Arp, 2006
  - La vie je cours, Editions Tipaza, 2008 (met des peintures de Serge Plagnol)
  - Parole rencontre (avec des dessins de Catherine Zask), L'Atelier du Grand tétras, 2008.
  - De monde en monde, Arfuyen, 2009

- Vertalingen : 
  - Les Cinq Rouleaux (Le chant des chants, Ruth, Comme ou Les Lamentations, Paroles du Sage Esther), Gallimard, 1970
  - La structure du texte artistique, de Iouri Lotman, direction de la traduction collective, Gallimard, 1973.
  - Jona et le signifiant errant, Gallimard, 1981.
  - Gloires, traduction des psaumes, Desclée de Brouwer, 2001
  - Au commencement, traduction de la Genèse, Desclée de Brouwer, 2002
  - Les Noms, traduction de l’Exode, Desclée de Brouwer, 2003
  - Et il a appelé, traduction du Lévitique, Desclée de Brouwer, 2003
  - Dans le désert, traduction du livre des Nombres, Desclée de Brouwer, 2008

- Essays : 
  - Dictionnaire du français contemporain, (collaboration), Larousse, 1967
  - Pour la poétique, Gallimard, 1970
  - Pour la poétique II, Epistémologie de l’écriture, Poétique de la traduction, Gallimard, 1973
  - Pour la poétique III, Une parole écriture, Gallimard, 1973
  - Le signe et le poème, Gallimard, 1975
  - Écrire Hugo, Pour la poétique IV (2 vol.), Gallimard, 1977
  - Poésie sans réponse, Pour la poétique V, Gallimard, 1978
  - Critique du rythme, Anthropologie historique du langage (1982), Verdier-poche, 2009
  - « La nature dans la voix », introduction au Dictionnaire des Onomatopées de Charles Nodier, Trans-Europ-Repress, 1985
  - Critique de la théorie critique, Langage et Histoire, séminaire, direction et participation, Presses Universitaires de Vincennes, 1985
  - Les états de la poétique, P.U.F, 1985
  - Ecrits sur le livre, « Mallarmé au-delà du silence », introduction à Mallarmé, choix de textes, éditions de l’Éclat, 1986
  - Modernité modernité, Verdier, 1988 ; folio-essais Gallimard, 1994
  - Le langage Heidegger, P.U.F, 1990
  - La rime et la vie, Verdier, 1990 ; folio-essais, Gallimard, 2006
  - Des mots et des mondes, Hatier, 1991
  - Le langage comme défi, séminaire, direction et participation, Presses universitaires de Vincennes, 1992
  - La pensée dans la langue, Humboldt et après, séminaire, direction et participation, Presses Universitaires de Vincennes, 1995
  - Politique du rythme, politique du sujet, Verdier, 1995
  - Histoire et grammaire du sens, co-direction avec Sylvain Auroux et Simone Delesalle, et participation, Armand Colin, 1996
  - De la langue française, essai sur une clarté obscure, Hachette-Littératures 1997 ; Pluriel, 2001
  - Traité du rythme, des vers et des proses (avec Gérard Dessons), Dunod, 1998
  - Poétique du traduire, Verdier, 1999
  - Et le génie des langues ? séminaire, direction et participation, Presses Universitaires de Vincennes, 2000
  - Crisis del Signo/Crise du signe, éd. bilingue, Comisión Permanente de la Feria del Libro, Santo Domingo, República Dominicana, 2000
  - Le rythme et la lumière avec Pierre Soulages, Odile Jacob, 2000
  - L’utopie du Juif, Desclée de Brouwer, 2001
  - Célébration de la poésie, Verdier, 2001 ; poche/Verdier, 2006
  - Hugo, la poésie contre le maintien de l’ordre, Maisonneuve et Larose, 2002
  - Spinoza poème de la pensée, Maisonneuve et Larose, 2002
  - Un coup de Bible dans la philosophie, Bayard, 2004
  - Vivre poème, Dumerchez, 2005
  - Le nom de notre ignorance, la dame d’Auxerre, Éditions Laurence Teper, 2006.
  - Il ritmo come poetica, conversazioni con Giuditta Isotti Rosowski, Bulzoni editore, Roma, 2006
  - Heidegger ou le national-essentialisme, Éditions Laurence Teper, 2007.
  - Dans le bois de la langue, Éditions Laurence Teper, 2008.
  - Pour sortir du postmoderne, Éditions Klincksieck, 2009.

## Theaterwerk samen metClaude Régy
- 1995: Paroles du sage,
- 2005: Comme un chant de David d'après les Psaumes

## Prijzen
- 1972 Max Jacobs International Poetry-prijs
- 1986 Mallarmév
- 2005 literatuurprijs Jean Arp
- 2007 International Grand Prix de poesie Guillevic-ville of Saint-Malo